# Obelisk upamiętniający więźniów zamordowanych w obozie pracy w Zebrzydowicach
Obelisk upamiętniający więźniów zamordowanych w obozie pracy w Zebrzydowicach – miejsce pochówku w Kończycach Wielkich upamiętniające ok. 130 osób zmarłych w obozie pracy w Zebrzydowicach w czasie II wojny światowej.

## Opis
Pomnik z tablicą wybudował były więzień obozu koncentracyjnego w Dachau, Gusen i Mauthausen i wieloletni dyrektor szkoły z Kończyc, Antoni Opioł razem z Miloradem Miletićem.
Na pomniku widnieje napis: „Miejsce spoczynku około 130 ofiar zbrodni hitlerowskich w latach 1939–1945 / Z ich męczeństwa i krwi nasza wolność / Cześć ich pamięci”. Pomnik znajduje się w Kończycach Wielkich, przy ulicy Kościelnej, gdzie mieściło się miejsce pochówku.

## Historia miejsca
Ciała osób zamordowanych były przysypywane chlorowanym wapnem. Najpierw wrzucano je do dołów wykopanych przy płocie cmentarza w Zebrzydowicach, później wywożono do Kończyc Wielkich. Ciała zmarłych chowano tam, gdzie wrzucano padlinę zwierzęcą. Ofiarami byli więźniowie z zachodniej Europy (głównie Żydzi), m.in. z Holandii. W miejscu obozu pracy, w Zebrzydowicach, znajduje się głaz z tablicą pamiątkową.